# كامل سلمان الجبوري
كامل سلمان الجبوري (وُلد في 1949) هو مُؤرِّخْ وباحث ومُحقّق ومُؤلّف وشاعر عراقي.

## ولادته ونشأته
ولد بمدينة الكوفة في السابع والعشرين من مُحرّم 1369 هـ الموافق 29 نوفمبر 1949 م، وقد نشأ فيها وترعرع، وأتم تحصيله الأولي عند الكتاتيب المنتشرة آنذاك، وبالتحديد عند مسلم بن الشيخ محمد الدجيلي، وحسن الحاج عبد فتعلم القراءة ورسم الخط القرآني، ثُمّ أكمل المرحلتين الابتدائية والمتوسطة فيها وتخرج من المركز المهني للهندسة عام 1971 في بغداد.

## كتاباته ومؤلفاته
ابتدأ بالكتابة عام 1965 م بمقال بعنوان العلم والإيمان نُشِرَ في مجلة التضامن الإسلامي التي تصدر في الناصرية، واستمر بالكتابة ثم أصدر مجلة الموعظة الكوفية وهي مجلة شهرية ثقافية عامة، استمرت بالإصدار لمدة سنتين. ومن مؤلّفاته وأعماله:
| - الإمام زين العابدين. - أول الشهداء مسلم بن عقيل. - تاريخ الكوفة الحديث. - حصيلة الثورة العرقية من النتاج الفكري. - دليل المتحف الوثائقي لثورة العشرين في النجف. - سبايا الحسين. - شعراء الكوفة الشعبيون. - صوموا تصحوا. - فضائل الإمام علي. - قلائد الذهب في جمهرة أنساب العرب. - الكوفة في ثورة العشرين. - مذكرات برترام توماس في العراق. - النجف وحركة الجهاد. | - مذكرات السيد علي كمال الدين. - مذكرات الحاج صلال فاضل. - مذكرات السيد حسين كمال الدين. - مذكرات السيد صالح جريو - مذكرات السيد سعد كمال الدين. - مذكرات الشيخ عبد الحميد زاهد. - مذكرات السيد كاظم العوادي. - مذكرات الحاج عبد الرسول تويج. - مساجد الكوفة. - مسلم بن عقيل في الكوفة. - معرض تاريخ الكوفة الفوتوغرافي. دليل مُصوّر. - معرض ثورة العشرين الفوتوغرافي الوثائقي. دليل مُصوّر. - معجم الأدباء من العصر الجاهلي حتى سنة 2002 م. |